# Stadtmuseum Stuttgart

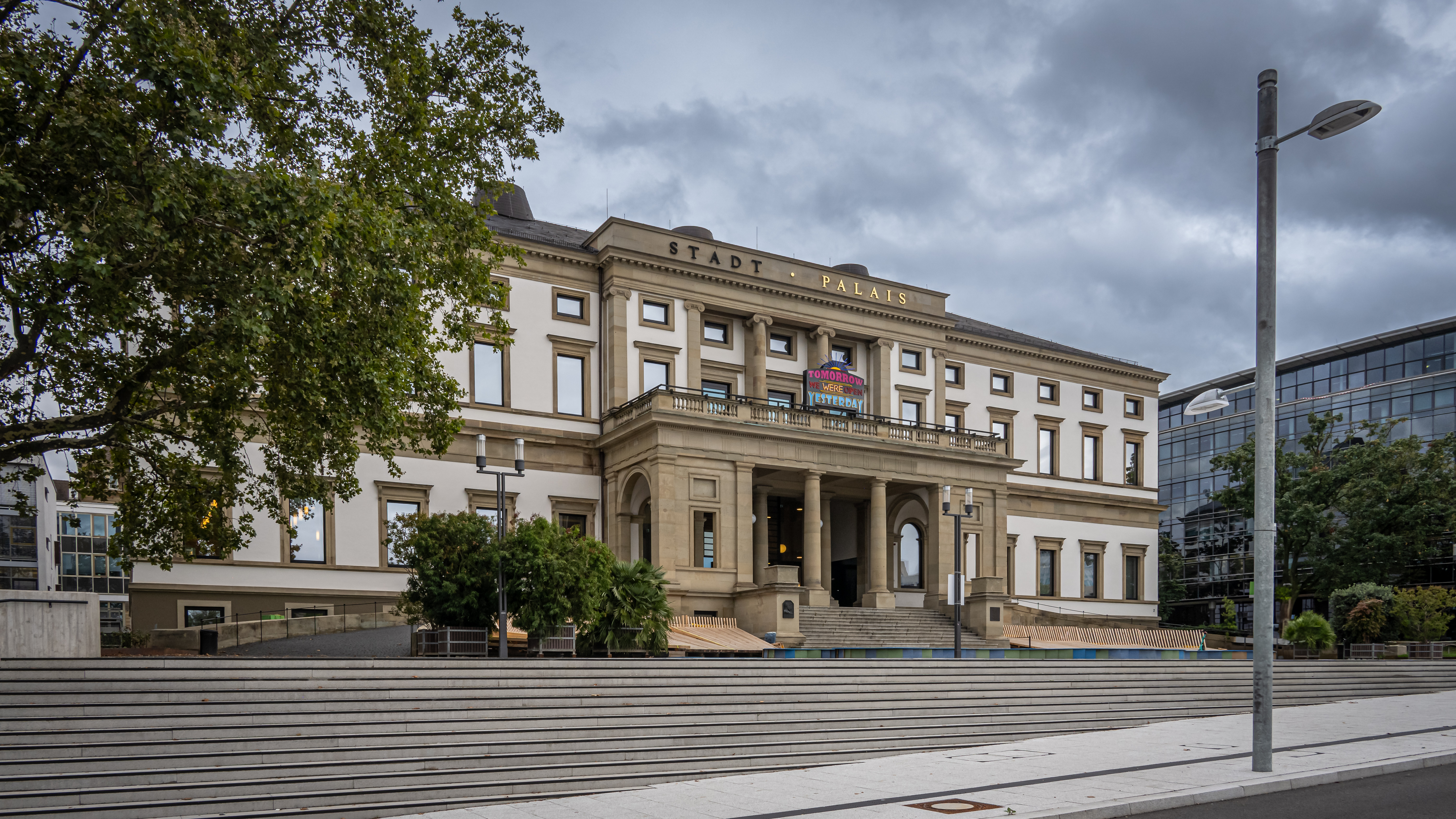
Wilhelmspalais 2024

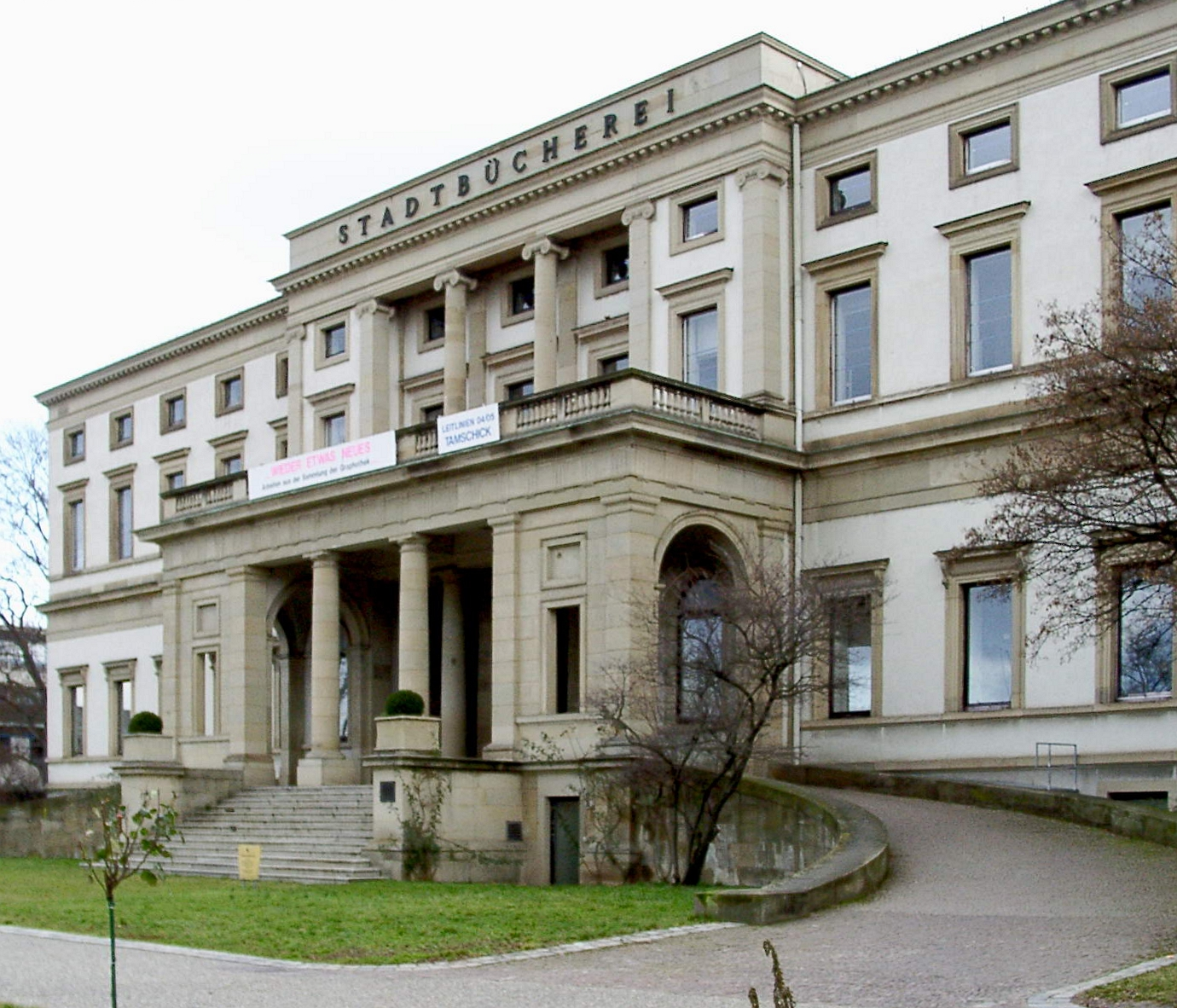
Wilhelmspalais 2005

Das Stadtmuseum Stuttgart (Eigenbezeichnung: StadtPalais – Museum für Stuttgart) ist ein Museum zur Stadtgeschichte Stuttgarts, das im April 2018 im Wilhelmspalais eröffnet wurde. Im Wilhelmspalais, dem ehemaligen Wohnsitz des letzten württembergischen Königs Wilhelm II., war von 1965 bis 2011 der Hauptsitz der Stadtbücherei Stuttgart untergebracht.

## Entstehungsgeschichte
Nach dem Grundsatzbeschluss des Stuttgarter Gemeinderats zur Errichtung einer neuen Zentralbibliothek für die Stuttgarter Stadtbücherei im Jahr 1998, wurde im Oktober 2011 die Stadtbibliothek am Mailänder Platz im Europaviertel fertiggestellt. Dadurch ergab sich die Gelegenheit, das Wilhelmspalais neu zu nutzen und ein Museum für die Stuttgarter Stadtgeschichte entstehen zu lassen. Im Jahr 2009 wurde ein Realisierungswettbewerb durchgeführt, bei dem das Büro Lederer+Ragnarsdóttir+Oei in Zusammenarbeit mit Jangled Nerves aus Stuttgart ausgezeichnet wurde. Nach der Überarbeitung des Entwurfes hat sich die Jury am 26. Februar 2010 einstimmig für die weitere Bearbeitung auf der Grundlage des vorgelegten Entwurfs entschieden. Nachdem die Zentralbibliothek am Mailänder Platz am 24. Oktober 2011 eröffnet wurde, stand das Wilhelmspalais für eine kulturelle Zwischennutzung zur Verfügung. Ende 2013 begann dann der Umbau zum Stadtmuseum. Die Fertigstellung und Eröffnung erfolgte am 14. April 2018. Die Kosten für den Umbau und die Einrichtung des Museums wurden mit 38,3 Mio. € inkl. Fördermitteln des Landes veranschlagt. Den Planungsstab leitete Anja Dauschek.

## Aufbau
Die Ausstellung gliedert sich im Wesentlichen in vier Teile:
- Foyer, Café, Veranstaltungssaal und Sonderausstellungsraum (130 m²) im EG
- Ständige Ausstellung „Stuttgarter Stadtgeschichten“ im 1. OG (900 m²)
- Sonderausstellungsbereich im 2. OG (450 m²) mit Themenschwerpunkten Stadtgeschichte und Architektur
- „Stadtlabor“ im Gartengeschoss (Kinderbereich mit Werkstatt auf 450 m² + Außenbereich).

## Vermittlungsangebote
Das StadtPalais bietet verschiedene Vermittlungsangebote für unterschiedliche Zielgruppen. Dazu gehören Führungen für Erwachsene, Familien und Schulklassen sowie Workshops, die sich mit Themen der Stuttgarter Stadtgeschichte und den Ausstellungen des Museums befassen. Für Kinder und Jugendliche gibt es kreative Formate wie die „Kinderbaustelle“ und Angebote für Geburtstagsfeiern.
Das Museum organisiert zudem Programme, die auf Barrierefreiheit ausgerichtet sind, und bietet partizipative Formate wie das „StadtLabor“, bei denen Besuchende aktiv mitwirken können. Veranstaltungen wie philosophische Diskussionsrunden, Filmvorführungen und thematische Aktionstage ergänzen das Bildungsangebot.

## Weitere Museen des Stadtmuseums

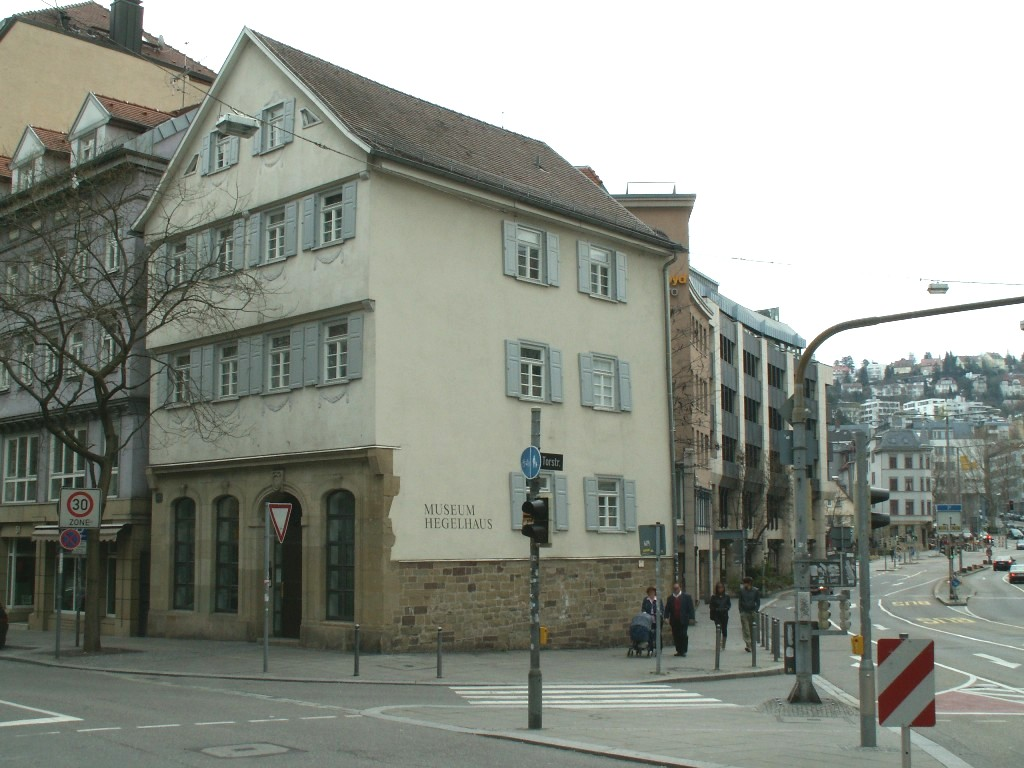
Hegelhaus

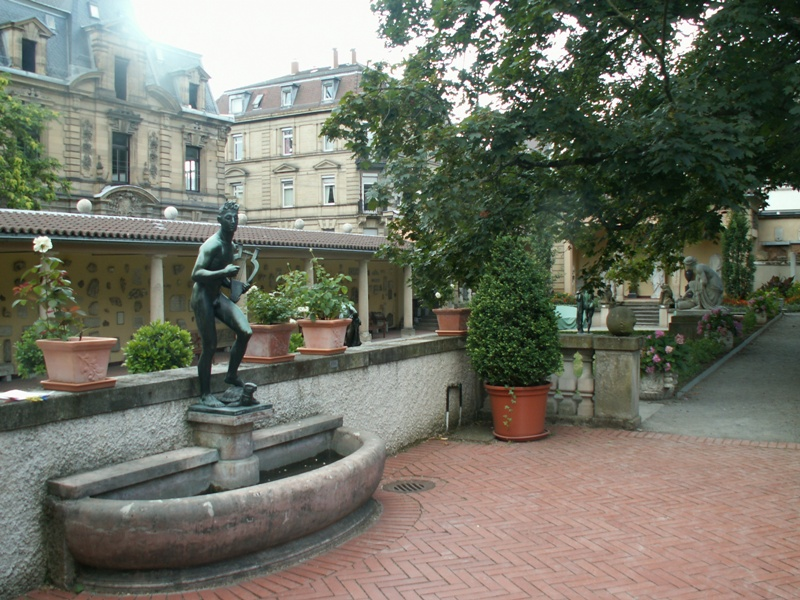
Städtisches Lapidarium Stuttgart

Zum Stadtmuseum Stuttgart gehören diese weiteren Museen in Stuttgart:
- Hegelhaus
- Stadtmuseum Bad Cannstatt
- Städtisches Lapidarium
- Heimatmuseum Möhringen
- Heimatmuseum Plieningen

## Sonderausstellungen im Stadtpalais
- Sound of Stuttgart, April 2018 – November 2018[4]
- Manfred Rommel, Dezember 2018 – Mai 2019[5]
- TROY – 30 Jahre Die Fantastischen Vier, Juli 2019 – März 2020[6]
- Public-Poster-Gallery, 25. Juni 2020 bis 15. Juli 2020[7]
- Stadt + Fluss = Lebensqualität, 1. August 2020 bis 13. September 2020[8]
- WÄNDE I WALLS Graffiti im Kessel, 26. September 2020 bis 25. April 2021[9]
- Stuttgart in der verlorenen Zeit – Die Escape-Ausstellung, Online-Live-Escape Game, 27. September 2020 bis 25. April 2021[10]
- Stuttgart trotz(t) Corona, 10. März 2021 bis 2. Mai 2021[11]
- Physical Conversation, 9. Mai 2021 bis 4. Juli 2021[12]
- Temporäre Skulpturengalerie, 28. Oktober 2020 bis 30. Juni 2021[13]
- Feingestaubt, 15. Mai 2021 bis 12. September 2021[14]
- GURLZ WITH CURLZ, 2. Juli 2021 bis 14. Juli 2021[15]
- Mythos Solitude-Rennen, 4. September 2021 bis 14. November 2021[16]
- König Wilhelm II. von Württemberg, 2. Oktober 2021 bis 27. März 2022[17]
- Benztown Flyer – Relikte einer Nightlife Ära, 30. November 2021 bis 13. Januar 2022[18]
- Public Poster Gallery – Reloaded, 16. Dezember 2021 bis 31. März 2022[19]
- Landesfürst*In, 19. Januar 2022 bis 13. Februar 2022[20]
- Ludwig Windstosser. Industriefotografie und Stadtporträt, 14. April 2022 bis 11. September 2022[21]
- Stuttgart Twenties, sechs nachgebaute Räume führen in das aufsteigende Stuttgart der 1920er Jahre, 30. April 2022 bis 18. September 2022[22]
- Vier Welten. Ein Kosmos. Dein Erlebnis. 8. Juli 2022 bis 6. November 2022[23]
- Stuttgart unter 21, 25. September 2022 bis 31. Oktober 2022[24]
- Täglich, warum wir Öffentlichkeit, öffentlichen Raum und öffentliche Gebäude brauchen, 27. September 2022 bis 14. Oktober 2022[25]
- Urknall Stutengarten – Stuttgarts Geschichte in 100 Objekten, 7. Oktober 2022 bis 5. Februar 2023[26]

## Salonausstellungen im Stadtpalais
- Stuttgart und Du 2038, April 2018 – Mai 2018[27]
- Skateboarding Stuttgart, Juli 2018 – September 2018[28]
- Natürlich! 90 Jahre Speick, September 2018 – Oktober 2018[29]
- Große Oper – viel Theater, Oktober 2018 – November 2018[30]
- Rocker 33 – The Years 2005–2011, November 2017 – Januar 2019[31]
- Provisorische Architektur –  Neue Realexperimente für Stuttgart, Februar 2019[32]
- Off-Concrete – Urban Art von Graffiti-Künstler Jeroo, März 2019[33]
- Mein erstes Wahl – Der Wissensparcours zur Kommunalwahl, April 2019 – Mai 2019[34]
- Oh Yeah! – Popmusik in Deutschland, Juli 2019 – September 2019[35]
- Datenbank (ARCHIV), 22. September 2019 bis 20. Oktober 2019[36]
- Stuttgarts verlorene Plätze, 24. Oktober 2019 bis 24. November 2019[37]
- Stadtregal, Realexperiment des Reallabors der Universität Stuttgart am Österreichischen Platz, 25. Oktober 2019 bis 1. November 2019[38]
- Ergänzungsbau Theaterhaus, Präsentation des Siegerentwurfs, 23. Januar 2020 bis 28. Januar 2020[39]
- Charakterköpfe, Gesichter – Geschichten, 19. November 2019 bis 27. November 2019[40]
- Richard Herre, Architekt, Designer, Grafiker, Übersetzer – 1885–1959, 29. November 2019 bis 1. März 2020[41]
- Urban Beauties – der andere Blick auf Stuttgart, 13. März 2020 bis 30. August 2020[42]
- Schwarzer Donnerstag – Protest gegen das Projekt Stuttgart 21 am 30. September 2010, 23. September 2020 bis 15. Oktober 2020[43]
- Firmen. Geschichten. Stuttgart., 15. Oktober 2020 bis 11. April 2021[44]
- Tiefschwarz. Musiker-Duo Alexander „Ali“ und Sebastian „Basti“ Schwarz, 23. Januar 2021 bis 15. August 2021[45]
- Winter-Bayreuth. Wieland Wagner: Experimente an der Staatsoper Stuttgart 1954–1966, 19. November 2021 bis 27. Februar 2022[46]
- Urban Future Lab 2021/22 „Vertikal, grün oder smart – Anders leben im Stadtquartier der Zukunft“, 9. März 2022 bis 27. März 2022[47]
- VRgangene Orte, 8. April 2022 bis 26. Juni 2022[48]
- Jukus WELTEN-ZAUBER (Jugendkunstschule & Kreativwerkstatt), 50 Jahre – die erste Kunstschule in Baden-Württemberg, 29. April 2022 bis 15. Mai 2022[49]
- Kabinett der grauen Künste, 15. Juli 2022 bis 11. September 2022[50]

## Saal Marie Ausstellungen im Stadtpalais
- Seit Beginn des Krieges. Über Veränderungen durch den Einfall russischer Truppen in der Ukraine am 24. Februar 2022, 2. Juli 2022 bis 13. Juli 2022[51]
- Fotoprojekt: Charakterköpfe – Buntes Stuttgart, Porträt-Aufnahmen des Fotografen Wilhelm Betz von Leuten der Stuttgarter LSBTTIQ-Community, 20. Juli 2022 bis 27. Juli 2022[52]